# قلعه مرد
قلعه مرد مربوط به دوران‌های تاریخی پس از اسلام است و در ۱۴ کیلومتری شمال غربی دلیجان واقع شده و این اثر در تاریخ ۱۰ دی ۱۳۸۱ با شمارهٔ ثبت ۶۹۷۱ به‌عنوان یکی از آثار ملی ایران به ثبت رسیده است.